# 63.º Prêmio APCA
O 63.º Prêmio APCA foi um evento organizado pela Associação Paulista de Críticos de Arte (APCA) com o propósito de premiar os melhores de 2018 nas seguintes áreas: Arquitetura, artes visuais, cinema, dança, literatura, música popular, rádio, teatro, teatro infantojuvenil e televisão.
Os vencedores foram anunciados em 12 de dezembro de 2018, após votação realizada no dia anterior, durante a assembleia da APCA na sede do Sindicato de Jornalistas Profissionais do Estado de São Paulo. Cada crítico membro da APCA presente votou exclusivamente dentro de sua área de atuação. São selecionadas no máximo sete categorias em cada área, que podem sofrer alterações a cada ano de acordo com a percepção dos críticos sobre o que seria mais pertinente em cada período. Também há a exigência de que um mínimo de três críticos de cada área estejam presentes à votação, o que pode fazer com que não ocorra premiação para determinadas categorias em alguns anos por falta de quórum.
Nesta edição, pela primeira vez uma diretora de teatro negra foi laureada com o Prêmio APCA. Naruna Costa, que já havia sido indicada no ano anterior ao prêmio de melhor atriz de teatro, foi eleita na categoria "Direção".
A cerimônia de entrega do Prêmio APCA ocorreu em 17 de junho de 2019, no Teatro Sérgio Cardoso, em São Paulo, com apresentação dos atores Fabiana Gugli e Edson Montenegro.

## Vencedores

### Arquitetura
| Categoria                         | Vencedor |
| --------------------------------- | --- |
| Contribuição à cultura brasileira | Brasil Arquitetura |
| Obra de arquitetura no Brasil     | Universidade Federal do ABC (UFABC) Cláudio Libeskind e Sandra Llovet                                                                          |
| Obra de arquitetura no exterior   | Capela para o Vaticano / Bienal de Arquitetura de Veneza Carla Juaçaba                                                                         |
| Pesquisa e difusão                | Exposição Vkhutemas: o futuro da construção Celso Lima e Neide Jallageas (curadoria) e Goma Oficina (pesquisa e produção) / Sesc Pompeia       |
| Urbanidade                        | BR Cidades Erminia Maricato, Karina Leitão, Paolo Colosso, Carina Serra, João Sette Whitaker, Margaterh Uemura, Lizete Rubano e Celso Carvalho |
| Inovação tecnológica              | Minimod – Mapa Luciano Andrades, Matías Carballal, Rochelle Castro, Andrés Gobba, Mauricio López, Silvio Machado                               |
| Homenagem pelo conjunto da obra   | Rosa Grena Kliass |

Votaram: Abilio Guerra, Fernando Serapião, Francesco Perrotta-Bosch, Gabriel Kogan, Guilherme Wisnik, Hugo Segawa, Luiz Recaman, Maria Isabel Villac, Mônica Junqueira de Camargo, Nadia Somekh e Renato Anelli

### Artes visuais
| Categoria                    | Vencedor                                                               |
| ---------------------------- | ---------------------------------------------------------------------- |
| Grande prêmio da crítica     | Histórias Afro-Atlânticas Instituto Tomie Ohtake / MASP                |
| Exposição internacional      | Raízes AI WEI WEI                                                      |
| Exposição nacional           | Oito Décadas de Abstração Informal Museu de Arte Moderna               |
| Fotografia                   | Irving Penn: Centenário IMS Instituto Moreira Salles                   |
| Retrospectiva                | Toyota Museu de Arte Brasileira - FAAP                                 |
| Arte e reflexão              | AI-5 50 anos ainda não terminou de acabar Instituto Tomie Ohtake       |
| Recorte da contemporaneidade | Mulheres Radicais Arte Latino Americana 1960-1985 Pinacoteca do Estado |

Votaram: Dalva de Abrantes, João J. Spinelli, José Henrique Fabre Rolim, Ricardo Nicola, Silvia Balady, Luiz Ernesto Kawall, Antonio Zago e Bob Sousa

### Cinema
| Categoria               | Vencedor                                                                  |
| ----------------------- | ------------------------------------------------------------------------- |
| Filme                   | Arábia Affonso Uchoa e João Dumans                                        |
| Diretor                 | Caroline Leone Pela Janela                                                |
| Roteiro                 | Karine Teles e Gustavo Pizzi Benzinho                                     |
| Elenco                  | Prêmio Interpretação Coletiva para Paraíso Perdido, de Monique Gardenberg |
| Documentário            | Piripkura Mariana Oliva, Renata Terra e Bruno Jorge                       |
| Fotografia              | Glauco Firpo Tinta Bruta                                                  |
| Prêmio especial do júri | Antes do Fim Cristiano Burlan                                             |

Votaram: Flavia Guerra, Luiz Carlos Merten, Orlando Margarido e Walter Cezar Addeo

### Dança
| Categoria                              | Vencedor |
| -------------------------------------- | --- |
| Espetáculo (estreia)                   | Melhor Único Dia Henrique Rodovalho para a São Paulo Companhia de Dança                                                                                  |
| Espetáculo (não estreia)               | Oroboro Projeto Mov_oLA |
| Coreografia / Criação                  | Subterrâneo direção e coreografia de Rubens Oliveira para o grupo Gumboot Dance Brasil                                                                   |
| Interpretação                          | Leandro de Souza Sismos e Volts |
| Prêmio técnico                         | Vivien Buckup, professora de dramaturgia de O Lago dos Cisnes, da São Paulo Companhia de Dança                                                           |
| Projeto / Programa / Difusão / Memória | 11.º Festival Contemporâneo de Dança de São Paulo |
| Grande prêmio da crítica               | João Carlos Couto (Janjão), por sua atuação em prol da difusão da dança no cenário paulista, coroada em 2018 pela 15.ª Temporada de Dança do Teatro Alfa |

Votaram: Amanda Queirós, Henrique Rochelle, Iara Biderman, Renata Xavier e Yaskara Manzini

### Literatura
| Categoria                           | Vencedor |
| ----------------------------------- | --- |
| Romance / Novela                    | Entre as Mãos Juliana Leite / editora Record |
| Contos / Crônicas                   | Reserva Natural Rodrigo Lacerda / editora Companhia das Letras |
| Poesia                              | Nenhum Mistério Paulo Henriques Britto / editora Companhia das Letras |
| Tradução                            | Sobre Isto, de Vladimir Maiakovski Letícia Mei / editora 34 |
| Ensaio / Teoria / Crítica Literária | Percursos da Poesia Brasileira Antonio Carlos Secchin / editora Autêntica |
| Biografia / Autobiografia / Memória | Juca Paranhos, o Barão do Rio Branco Luís Cláudio Villafañe G. Santos / editora Companhia das Letras                                                                               |
| Infantil / Juvenil / Quadrinhos     | Eles Estão por Aí Bianca Pinheiro e Greg Stella / editora Todavia |
| Grande prêmio da crítica            | Nova edição de Registro de uma Vivência (34 / Edições Sesc), autobiografia de Lucio Costa, com textos, cartas, croquis, desenhos e fotos do arquiteto modernista fundador do Iphan |

Votaram: Ubiratan Brasil, Gabriel Kwak, Felipe Franco Munhoz e Amilton Pinheiro

### Música popular
| Categoria                | Vencedor                |
| ------------------------ | ----------------------- |
| Grande prêmio da crítica | Gilberto Gil            |
| In memoriam              | Carlos Eduardo Miranda  |
| Artista do ano           | Marcelo D2              |
| Melhor álbum             | Luiza Lian Azul Moderno |
| Melhor show              | Racionais MC's          |
| Revelação                | Duda Beat               |
| Projeto especial         | Casa de Francisca       |
| Capa                     | Karol Conka Ambulante   |

Votaram: Alexandre Matias, Fabio Siqueira (abstendo-se de votar nas categorias "Artista do ano" e "In memoriam"), José Norberto Flesch, Lucas Brêda, Marcelo Costa, Roberta Martinelli e Tellé Cardim

### Rádio
| Categoria                     | Vencedor                                                                            |
| ----------------------------- | ----------------------------------------------------------------------------------- |
| Grande prêmio da crítica      | Pra Cima Deles, programa semanal especial da Jovem Pan News, sobre as eleições 2018 |
| Prêmio especial do júri       | Grupo Bandeirantes de Rádio, pela cobertura da Copa do Mundo da Rússia 2018         |
| Produção (musical)            | Sergio Sagitta Sons do Brasil (USP FM)                                              |
| Produção (entretenimento)     | Dani Taranha e PH Dragani Dois da Tarde (89 FM)                                     |
| Apresentador (entretenimento) | Fábio Malavoglia Rádio Metrópolis (Cultura FM)                                      |
| Apresentador (musical)        | Guaracy Jr. Brasil Viola Atual / Rádio Brasil Atual                                 |
| Homenagem especial            | Salomão Ésper Rádio Bandeirantes                                                    |

Votaram: Fausto Silva Neto, Marcelo Abud e Marco Antonio Ribeiro

### Teatro
| Categoria                | Vencedor |
| ------------------------ | --- |
| Grande prêmio da crítica | Sérgio Mamberti pela trajetória no teatro |
| Espetáculo               | Um Panorama Visto da Ponte e Pi: Panorâmica Insana |
| Direção                  | Naruna Costa Buraquinhos - ou O Vento É Inimigo do Picumã |
| Dramaturgia              | Vinicius Calderoni Elza |
| Ator                     | Maurício de Barros Pousada Refúgio |
| Atriz                    | Amanda Acosta Bibi: uma Vida em Musical |
| Prêmio especial          | 70 anos de fundação do Teatro Brasileiro de Comédia (TBC), em memória de Franco Zampari, e os 70 anos de fundação da Escola de Arte Dramática (EAD), em memória de Alfredo Mesquita |

Votaram: Aguinaldo Cristofani Ribeiro da Cunha (votou somente o "Prêmio especial" e o "Grande prêmio da crítica"), Celso Curi, Edgar Olimpio de Souza, Evaristo Martins de Azevedo, Gabriela Mellão, José Cetra Filho, Kyra Piscitelli, Marcio Aquiles e Miguel Arcanjo Prado

### Teatro infantojuvenil
| Categoria                            | Vencedor |
| ------------------------------------ | --- |
| Grande prêmio da crítica             | Cia. Paideia, pela realização de dois espetáculos com temas urgentes e necessários: Vamos para a Escola?, sobre os rumos tomados pela educação no Brasil, e Pedro e Quim, que muito bem explorou o conceito de diversidade étnica, assim como bullying, tolerância e respeito |
| Melhor espetáculo de rua             | Água Doce Cia. Da Tribo |
| Melhor espetáculo de animação        | Que Monstro te Mordeu? texto e direção de Carla Candiotto, produção Sesi-SP |
| Melhor espetáculo musical            | Bento Batuca uma realização da Oficina de Alegria |
| Melhor espetáculo de texto original  | Mary e os Monstros Marinhos Cia. Delas e Rhena de Faria |
| Melhor espetáculo de texto adaptado  | É Tudo Família Grupo Catarsis |
| Melhor espetáculo para público jovem | Dois a Duas de Maria Fernanda Batalha, direção de Erica Montanheiro e Mariá Guedes |

Votaram: Beatriz Rosenberg, Dib Carneiro Neto, Gabriela Romeu e Mônica Rodrigues da Costa

### Televisão
| Categoria   | Vencedor                                                          |
| ----------- | ----------------------------------------------------------------- |
| Dramaturgia | Onde Nascem os Fortes George Moura e Sergio Goldenberg / TV Globo |
| Programa    | Amor & Sexo com Fernanda Lima / TV Globo                          |
| Direção     | Amora Mautner Assédio / Globoplay                                 |
| Humor       | Marcelo Adnet Paródias dos candidatos - eleições / TV Globo       |
| Atriz       | Marjorie Estiano Sob Pressão / Conspiração e TV Globo             |
| Ator        | Fabio Assunção Onde Nascem os Fortes / TV Globo                   |
| Esportes    | Fernanda Gentil TV Globo                                          |

Votaram: Cristina Padiglione, Edianez Parente, Fabio Maksymczuk, Flávio Ricco, Leão Lobo, Neuber Fischer, Nilson Xavier e Paulo Gustavo Pereira